# Allow Us to Be Frank
Allow Us To Be Frank — трибьют-альбом ирландской поп-группы Westlife, издан в 2004 году. Диск записан в качестве дани уважения исполнителям эпохи «Рэт Пак», таким как Фрэнк Синатра, Дин Мартин, Сэмми Дэвис-мл. Пластинка достигла третьей строчки в Великобритании и поднялась на вторую позицию ирландского хит-парада. Мировые продажи альбома составили 3 миллиона экземпляров.
Трек «Aint That a Kick In The Head» вышел в качестве сингла в Азии и некоторых европейских государствах. Песни «Smile», «Fly Me To The Moon» и не вошедший в альбом трек «Beyond the Sea» были доступны для легального скачивания в онлайн-магазинах.

## Список композиций
| № п/п | Название                           | Авторы                                         | Продолжительность |
| ----- | ---------------------------------- | ---------------------------------------------- | ----------------- |
| 1     | «Ain’t That a Kick in the Head»    | Sammy Cahn, Jimmy Van Heusen                   | 2:27              |
| 2     | «Fly Me to the Moon»               | Bart Howard                                    | 2:31              |
| 3     | «Smile»                            | Charles Chaplin, Geoffrey Parsons, John Turner | 2:50              |
| 4     | «Let There Be Love»                | Ian Grant, Lionel Rand                         | 2:45              |
| 5     | «The Way You Look Tonight»         | Jerome Kern, Dorothy Fields                    | 4:07              |
| 6     | «Come Fly with Me»                 | Cahn, Van Heusen                               | 3:15              |
| 7     | «Mack the Knife»                   | Marc Blitzstein, Bertolt Brecht, Kurt Weill    | 3:10              |
| 8     | «I Left My Heart in San Francisco» | George Cory, Douglas Cross                     | 2:59              |
| 9     | «Summer Wind»                      | Hans Bradtke, Henry Mayer, Johnny Mercer       | 2:58              |
| 10    | «Clementine»                       | Woody Harris, Percy Montrose                   | 3:19              |
| 11    | «When I Fall in Love»              | Edward Heyman, Victor Young                    | 3:09              |
| 12    | «Moon River»                       | Johnny Mercer, Henry Mancini                   | 2:40              |
| 13    | «That’s Life»                      | Kelly Gordon, Dean Kay                         | 3:13              |

Песня «Moon River» вошла только в японскую версию альбома и в издание, предназначенное для продажи на территории Великобритании и Ирландии.

## Позиция в чартах
| Страна         | Высшая позиция в чарте | Сертификация |
| -------------- | ---------------------- | ------------ |
| Бельгия        | 25                     | -            |
| Дания          | 15                     | -            |
| Ирландия       | 1                      | -            |
| Нидерланды     | 32                     | -            |
| Швеция         | 5                      | -            |
| Швейцария      | 75                     | -            |
| Великобритания | 3                      | 2x Платина   |